# E Bukura e Dheut
E Bukura e Dheut («Краса Землі» або «Земна Краса») — це епітет в албанській міфології та фольклорі, який у деяких традиціях використовується для хитрої феї, а в інших традиціях для хтонічної/земної богині, відповідник e Bukura e Detit (Краса моря) та i Bukuri i Qiellit (Краса моря неба). Як богиня підземного світу і водночас уособлення весни, Краса Землі, очевидно, є епітетом албанського еквівалента давньогрецької Персефони, яка вважається Пренде, албанської богині світанку, богині кохання, краси, родючості, здоров'я та захисниці жінок, також згадуваної як Зоя е. Букуріс «Богиня/Пані краси».
У центральному албанському фольклорі E Bukura e Dheut фігурує як сестра e Bukura e Detit і дружина Баби Томора.
Пошуки e Bukura e Dheut є дуже популярним і частим мотивом в албанських народних казках: княжий герой повинен шукати або врятувати земну красуню, навіть заходячи до її містичного підземного палацу.

## Роль
E Bukura e Dheut — це сама краса, золотоволоса, але також може з'явитися у формі арапа з чорною шкірою. Вона може бути добрим духом або (частіше) злим, з магічною силою, яка походить від її одягу, і живе в підземному світі, де її палац охороняють триголовий пес, кучедра та всілякі інші дивні та чудові істоти. Іноді її описують як завжди готову прийти на допомогу та настільки могутню, що вона може виконувати завдання, які зазвичай належать Богу чи ангелу.
У деяких традиціях e Bukura e Dheut — хтонічна богиня підземного світу або богиня землі. Предки албанців, імовірно, мали спільне з давньогрецькою теогонією тристоронній поділ управління світом на небо, море та підземний світ, і виконували ті ж функції, що й грецькі божества Зевс, Посейдон і Аїд, вони б поклонялися божествам, які називаються Красою Неба (i Bukuri i Qiellit), Красою Моря (e Bukura e Detit) і Красою Землі (e Bukura e Dheut). Фрази «краса моря» та «краса землі» зберігаються для позначення персонажів албанських народних вірувань і казок, «краса неба» продовжує використовуватися в албанській мові для позначення монотеїстичного Бога. У центральному албанському фольклорі e Bukura e Dheut — це дружина Баби Томора.

## Поява в народних казках
Албанолог Роберт Елсі та Дженіс Меті-Хек заявили, що персонаж дуже популярний в албанських міфах і казках. Пошуки e Bukura e Dheut є дуже популярним і частим мотивом в албанських народних казках: княжий герой повинен шукати або врятувати земну красуню, навіть заходячи до її містичного підземного палацу.
Англійська мандрівниця Люсі Мері Джейн Гарнетт зазначила, що персонаж присутній в албанських і грецьких народних казках як «Краса Землі» або «[Краса] світу».

### В Албанії
Мартін Камай назвав її «красунею Землі», і вона присутня як персонаж у «Албанських дивовижних казках» Джорджа Поста Вілера: Хлопчик, який убив Діфа, Хлопчик, який приніс листа у світ, де живуть Мертві, Хлопчик, якому судилося стати королем, і Хлопчик, який був братом Драга. Ця остання казка є англійським перекладом епосу «Близнюки», історії братів Жермі та Ханди.
Її ім'я перекладено як «Красуня Землі» в іншому варіанті оповідання типу ATU 707, ідентифікованому як «албанська версія» оповідання, зібраного в Contes Albanais Огюста Дозона (Париж, 1881) і опублікованого у Варіантах і аналогах оповідань у Vol. III Додаткові арабські ночі сера Р. Ф. Бертона (1887), художник В. А. Клаустон. Сам Дозон зібрав три історії з персонажем під назвою La Belle de la Terre: Tale II — Les Soeurs Jaleuses («Заздрісні сестри»), Tale V — La Belle de la Terre («Краса світу») і Tale XII — La Loubie et la Belle de la Terre.
Паризький професор Андре Мазон опублікував дослідження балканського фольклору з чотирма оповіданнями «Краса землі», назву яких він записав як lepinata zemiâtuj або lepinata zemjëtuj: La Chevrette Merveilleuse, Belle de la Terre, Les Trois Soeurs і Le Fils de L'Ourse.
Французький компаративіст Еммануель Коскен у своєму аналізі фольклору назвав її La Belle de la Terre (французький переклад її назви) у казці, зібраній Гольгером Педерсеном: юнак, син мисливця, торкається чотирьох шматків плоті, що звисають з дерева; вони перетворюються на Красуню Землі, яка пояснює, що була в полоні «темного ельфа» протягом 10 років. Косквін також процитував казку, де Красуня Землі переодягається у свою «темну шкіру» і приймає іншу особистість. Мотив чарівної сукні чи одягу також зустрічається в історії, де її залицяльник приносить додому своїй матері чарівну сукню.
Німецький албанолог Роберт Елсі переклав її назву як «Земна краса» у своїй книзі «Албанські народні казки та легенди», і вона з'являється в шести казках його збірки: «Юнак і дівчина із зірками на чолі та півмісяцем на грудях», «Троє друзів і земна краса», «Хлопчик і земна краса», «Земна голова» (як тріо «Земна краса»). Красуні, що живуть у підземному королівстві), Стременний мавр (як справжній мавр і помічник героя) і Королівська донька та Череп (як фея, яка розчаровує череп).
Ім'я цього персонажа перекладено як Schöne der Erde в німецьких перекладах лінгвіста Августа Лескієна в його книзі балканських казок: «Die Lubi und die Schöne der Erde», «Die Schöne der Erde», «Die neidischen Schwestern» (варіант типу казки ATU 707), а також у «Die Nachtigall Gisar» (де вона з'являється як власник солов'я Гісар). Вона також з'являється в Das Haar der Schönen der Erde («Волосся краси землі»), у книзі албанських казок фон Хана та в Die drei Gesellen автора Густава Майєра. Люсі Мері Джейн Гарнетт переклала албанську казку Лескієна як «Лювія і краса землі».
Краса Землі також з'являється в казці Peshkatari dhe e Bukura e dheut («Рибалка і краса світу»), зібраній Антоном Четтою в його Përralla, том II, і в компіляції Доната Курті в історії «Краса землі і Штрига» (e Bukura e dheut dhe shtriga).
Фольклорист Антон Бериша опублікував ще одну казку албанською мовою з персонажем під назвою «Djali i vogël i padishajt dhe e bukura e dheut që bahesh skile».

### У Греції
Цю міфологічну фігуру було знайдено в арванітському діалекті албанської мови в Греції з назвою, написаним грецьким шрифтом: Ε μπούκουρα ε δέουτ.
Персонаж на ім'я «Краса краю» з'являється у варіанті казки Індексу Аарне–Томпсона–Утера 707 «Троє золотих дітей» («Танцююча вода», «Співоче яблуко» та «Пташка, що говорить»), зібраних у селі Загорі, Епір, Й. Г. фон Ганом у його «Griechische und Albanische Märchen» (Лейпциг, 1864). і проаналізовано Артуром Бернардом Куком у його «Зевсі, дослідженні стародавньої релігії».
У казці «Брати-близнюки» (тип казки ATU 303, «Близнюки або кровні брати»), опублікованій (без джерела) Ендрю Ленгом у його «Сірій казковій книзі» та зібраній вченим Георгіосом А. Мегасом у його книзі "Народні перекази Греції ", стара жінка розповідає, що безпліддя дружини рибалки можна вилікувати, проковтнувши м'ясо золотої рибки, а потім віддати їй собак і кобил. Народжуються близнюки, двоє лошат і двоє цуценят — кожен брат отримує собаку та коня. Пара кипарисів також проростає в саду рибалки і є символом їхнього життя. Коли один із близнюків покидає дім, він потрапляє в королівство і намагається залицятися до принцеси цього королівства, виконавши три завдання для її батька. У перекладі Ленга ім'я принцеси звучить як «Найпрекрасніша в країні», а у версії Мегаса — як «Красуня країни». Ця історія була спочатку зібрана німецькою мовою австрійським консулом Йоганном Георгом фон Ганом із Негадеса, Загорі під назвою Die Zwillingsbrüder. У версії Гана принцеса називається «Schönen des Landes».
В іншій казці, зібраній Георгіосом А. Мегасом, Пуп Землі, вмираючий король змушує своїх синів пообіцяти одружити своїх трьох сестер з тим, хто пройде повз їхній замок після його смерті. Молодший видає своїх сестер заміж відповідно за кульгавого, одноокого і чоловіка в лахмітті. Пізніше він вирішує виграти «Красуню світу» як його наречена, незважаючи на її небезпечну репутацію.

### В Італії
У героїчній казці «Близнюки» (албанською: Binoshët ; італійською: I Gemelli), зібраній Джузеппе Шіро в П'яна-дельї-Альбанезі та опублікованій у 1923 році в його Canti tradizionali ed altri saggi delle colonie albanesi di Sicilia, e Bukura e Dheut перекладається італійською як «la Bella della Terra».
Згідно з албанологом Робертом Елсі, Бернардо Білотта, італійський поет і письменник арбереського походження, створив неопубліковані вірші з казковими мотивами на основі легенди про «Красу землі»: E bukura e Jetës (La Bella del Mondo) (1894) і La Bella Gioia (1896).

### Виноски
1. ↑  In a German-language review of a book of Albanian folktales, the reviewer cited that many figures of Albanian mythology appear in the book. He also described Bukura e Dheut in the following terms: die Schone der Erde, d. i. die Gottin der Unterwelt, des Frühlings und des Wachstums ("the Beauty of the Earth, i.e., the Goddess of the Underworld, of Spring and of Growth").[17]

### Цитування
1. 1 2  Poghirc, 1987, с. 179.
2. ↑  Fishta та Lambertz, 1958; Bane, 2013; Elsie, 2001a; Çabej, 1975; Halimi, 1972; Ushaku, 1988; Lüthi, 1987; Noygues, 2008.
3. ↑  Elsie, 2001a, с. 79—81.
4. ↑  Hyllested та Joseph, 2022, с. 235.
5. ↑  Dedvukaj, 2023, с. 1.
6. ↑  Demiraj та ін.
7. ↑  Elsie, 2001a, с. 258.
8. ↑  Sedaj, 1982, с. 78, 457.
9. ↑  Bane, 2013, с. 70.
10. 1 2  Elsie, 2001a, с. 252—254.
11. 1 2  Norris, 1993, с. 63.
12. 1 2  Lambertz, 1922, с. 40—45.
13. 1 2  Pojani, 2017, с. 1—16.
14. ↑  Sánchez Lizarralde, 2004, с. 103.
15. ↑  Lurker, 2005, с. 38.
16. ↑  Lüthi, 1987, с. 5—6.
17. ↑  Glück, J. F. Review: [Reviewed Work: Die geflügelte Schwester und die Dunklender Erde. Albanische Volksmärchen by Maximilian Lambertz]. Zeitschrift Für Ethnologie 78, no. 1 (1953): 150-51. Accessed March 5, 2021. http://www.jstor.org/stable/25840161.
18. ↑  Fishta та Lambertz, 1958
19. ↑  Lurker, 2005
20. ↑  Elsie, Robert; Mathie-Heck, Janice (2004). Songs of the Frontier Warriors. Wauconda, Illinois: Bolchazy-Carducci Publishers, Incorporated. p. 369. ISBN 0-86516-412-6.
21. ↑  Camaj, Martin. Albanian Grammar: With Exercises, Chrestomathy and Glossaries. Collab. on and translated by Leonard Fox. Wiesbaden: Harrassowitz. 1984. p. 305. ISBN 3-447-02467-4.
22. ↑  Wheeler, 1936, с. XV—XVIII.
23. ↑  Wheeler, 1936, с. 247—280.
24. ↑  Dozon, Auguste (1881). Contes Albanais. Paris: Leroux. с. 7—16.
25. ↑  Dozon, Auguste (1881). Contes Albanais. Paris: Leroux. с. 35—40.
26. ↑  Dozon, Auguste (1881). Contes Albanais. Paris: Leroux. с. 83—96.
27. ↑  Mazon, 1936.
28. ↑  Elsie, 2001b.
29. ↑  Elsie, 2001b, с. 10, 26, 42.
30. ↑  ΚΩΝΣΤΑΝΤΙΝΟΣ, ΤΣΟΠΑΝΗΣ. ΚΟΚΚΙΝΗ ΚΛΩΣΤΗ ΔΕΜΕΝΗ, ΣΤΑ ΜΕΣΟΓΕΙΑ ΠΛΕΓΜΕΝΗ…: ΑΡΒΑΝΙΤΙΚΑ ΠΑΡΑΜΥΘΙΑ ΤΩΝ ΜΕΣΟΓΕΙΩΝ. Prima Materia. 2018. ISBN 9786188328211
31. ↑  Schirò, 1923, с. 411—439.
32. ↑  Metani, Idriz. «Rreth „Fjalorit të Arbëreshëve të Italisë“ të Emanuele Giordanos». In: SEMINARI NDËRKOMBËTAR PËR GJUHËN, LETËRSINË DHE KULTURËN SHQIPTARE (INTERNATIONAL SEMINAR FOR ALBANIAN LANGUAGE, LITERATURE AND CULTURE). REVISTË / JOURNAL 37. Prishtinë/Tirana: FAKULTETI I FILOLOGJISË/FACULTY OF HISTORY-PHILOLOGY. 2018. p. 233. ISSN 2521-3687 Архівована копія. Архів оригіналу за 13 липня 2020. Процитовано 3 березня 2025.{{cite web}}:  Обслуговування CS1: Сторінки з текстом «archived copy» як значення параметру title (посилання)
33. ↑  Cultura. 3 лютого 2023.
34. ↑  Emanuele Giordano Homepage.